# Neuroakantocytoza
Neuroakantocytoza – rzadka choroba neurologiczna o podłożu genetycznym, dziedziczona autosomalnie recesywnie lub autosomalnie dominująco. Objawia się postępującym zespołem psychoorganicznym i ruchami mimowolnymi o pląsawiczym charakterze. W rozmazie krwi obwodowej obserwuje się akantocyty. Podobnymi klinicznie chorobami są zespół McLeoda i choreoakantocytoza (OMIM).